# Gonatopus
Gonatopus (лат.) — род мелких ос из семейства Dryinidae. Более 400 видов.

## Описание
Самки бескрылые, самцы — крылатые. На переднеспинке имеется отчётливое вдавление. Нижнечелюстные щупики состоят из 3—6, а нижнегубные — из 2—3 члеников. У самок на передних лапках есть клешня для удерживания цикадок семейства Cicadellidae, в тот момент, когда они их временно парализуют и откладывают свои яйца. Средние голени у самок без шпор, а у самцов со шпорами.

## Систематика
Более 400 видов. Род включает более 30 синонимизированных с ним других родовых таксонов. В Неотропике около 100 видов. В Палеарктике 40 видов, для СССР указывалось 10 видов. Виды фауны России имеют длину 2—4 мм
Из верхнемеловых отложений Сибири (Магаданская область) описан ископаемый вид Gonatopus cretacicus (Cenomanian, 90—95 млн.лет.).
По данным каталога перепончатокрылых России (2017) в мире более 441 видов, в Палеарктике 50, в России 20 видов.
- Gonatopus albolineatus Kieffer, 1904
- Gonatopus albosignatus Kieffer, 1904
- Gonatopus ater Olmi, 1984
- Gonatopus atlanticus Olmi, 1984
- Gonatopus audax (Olmi, 1984)
- Gonatopus azorensis (Olmi, 1989)
- Gonatopus baeticus (Ceballos, 1927)
- Gonatopus bicolor (Haliday, 1828)
- Gonatopus bilineatus  Kieffer, 1904
- Gonatopus blascoi  Olmi, 1995
- Gonatopus brunneicollis  (Richards, 1972)
- Gonatopus camelinus  Kieffer, 1904
- Gonatopus canariensis  (Olmi, 1984)
- Gonatopus chersonesius  Ponomarenko, 1970
- Gonatopus clavipes  (Thunberg, 1827)
- Gonatopus distinctus  Kieffer, 1906
- Gonatopus distinguendus Kieffer, 1905
- Gonatopus doderoi (Olmi & Currado, 1974)
- Gonatopus dromedarius (Costa, 1882)
- Gonatopus europaeus (Olmi, 1986)
- Gonatopus felix (Olmi, 1984)
- Gonatopus focarilei (Olmi, 1984)
- Gonatopus formicarius Ljungh, 1810typus
- Gonatopus formicicolus (Richards, 1939)
- Gonatopus fortunatus  Olmi, 1993
- Gonatopus graecus  Olmi, 1984
- Gonatopus helleni  (Raatikainen, 1961)
- Gonatopus horvathi  Kieffer, 1906
- Gonatopus kenitrensis  Olmi, 1990
- Gonatopus lindbergi  Hellén, 1930
- Gonatopus longicollis  (Kieffer, 1905)
- Gonatopus lunatus  Klug, 1810
- Gonatopus lycius  Olmi, 1989
- Gonatopus mediterraneus  Olmi, 1990
- Gonatopus medius Olmi, 1984
- Gonatopus nearcticus  (Fenton, 1927)
- Gonatopus pedestris  (Dalman, 1818)
- Gonatopus rileyi Olmi and Guglielmino 1990[7]
- Gonatopus subtilis  Olmi, 1984
- Gonatopus tenerifei  Olmi, 1984
- Gonatopus tussaci  (Olmi, 1989)
- Gonatopus unilineatus  Kieffer, 1904
- Gonatopus vistosus  Olmi, 1984
- Другие виды